# Dinotopia
Dinotopia ist der Titel eines Bilderbuchs des amerikanischen Autors James Gurney. Es ist ein Kofferwort aus Dinosaurier und Utopie (utopia).

## Inhalt
Auf der Insel Dinotopia leben Dinosaurier und Menschen gemeinsam miteinander in friedlicher Harmonie einer gemeinsam erschaffenen Hochkultur. Im Gegensatz zur Realität können die Dinosaurier sowohl im Bilderbuch als auch im Spielfilm teilweise reden, immer aber mit den Menschen kommunizieren und nehmen so am gesellschaftlichen Leben als vollwertige Mitglieder teil. Die Saurier haben auch eine eigene Schriftsprache entwickelt. Die Friedlichkeit und Harmonie ist wesentlicher Bestandteil der dinotopischen Kultur.
Das Gesetz von Dinotopia lautet:
1. Ein Wassertropfen hebt den Ozean an.
2. Es überleben alle oder keiner.
3. Waffen sind Feinde, auch für ihre Besitzer.
4. Gib mehr, nimm weniger.
5. Die Anderen zuerst, du selbst zuletzt.
6. Beobachte, höre zu und lerne.
7. Mach niemals zwei Sachen zugleich.
8. Singe jeden Tag.
9. Übe deine Phantasie.
10. Iß, um zu leben, lebe nicht, um zu essen.
11. Finde das Licht.

Die Anfangsbuchstaben des englischen Kodex lauten sow good seed, was so viel bedeutet wie „Säe eine gute Saat aus“, also eine Art Bibel-Entsprechung. In der englischen Originalversion ist der letzte Punkt auf der Stelle mit diesem Text unvollständig erhalten, beginnt aber mit „Don't...“ – ein Einwohner Dinotopias spekuliert, dass es heißen könne „nicht ins Badewasser pinkeln“; ein Merksatz, speziell für menschliche Bewohner Dinotopias.

## Fernsehserie
Unter dem gleichen Titel erschien eine dreiteilige Fernseh-Miniserie, deren Handlung an die des Bilderbuches angelehnt ist und die im deutschen Fernsehen meist in zwei Teilen ausgestrahlt wird.